# 醒民镇
醒民镇，是中华人民共和国贵州省遵义市习水县下辖的一个乡镇级行政单位。

## 行政区划
醒民镇下辖以下地区：
醒民社区、醒民村、响应村、钢铁村、自力村、群星村、马蹄村和红岗村。